# Mandara-Seen

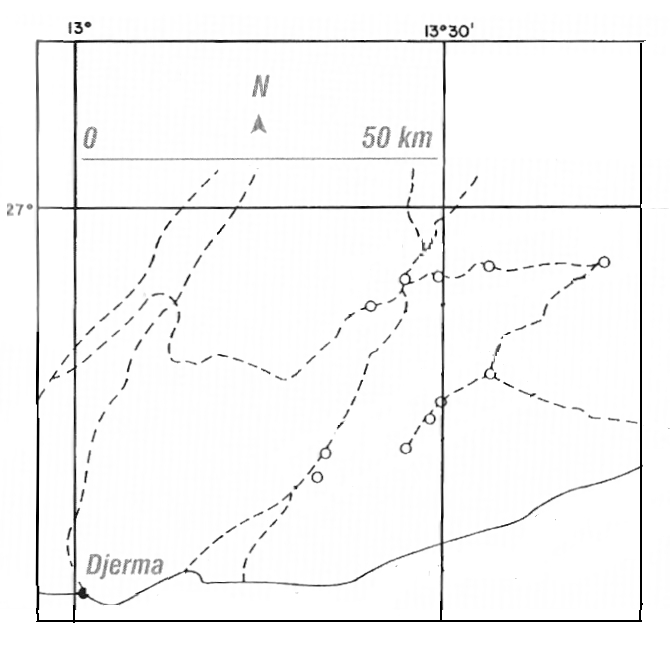
Lage der Mandara-Seen

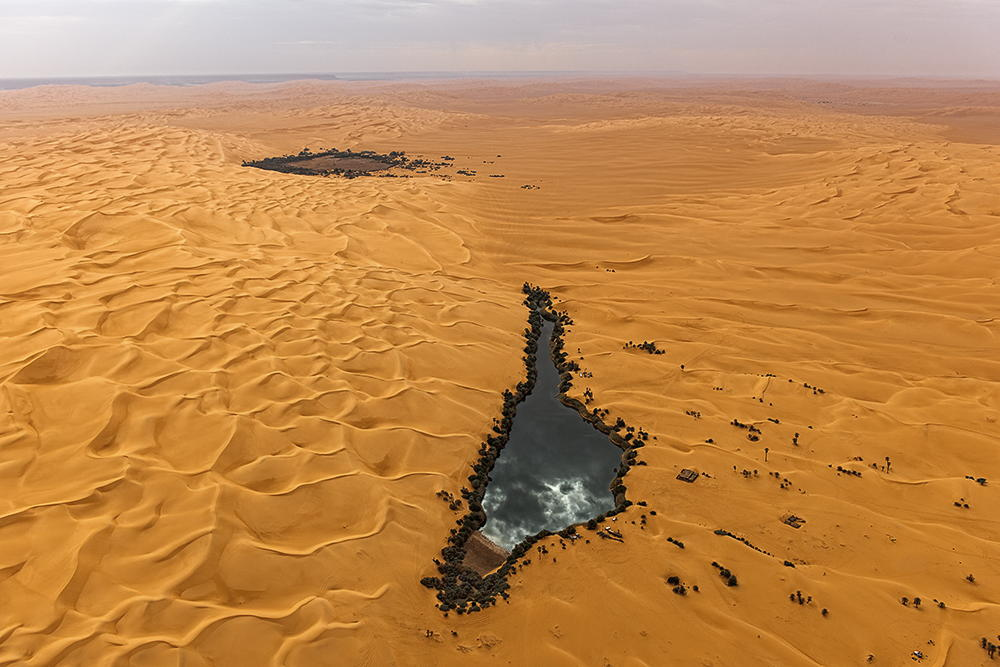
Um el Ma (1998)

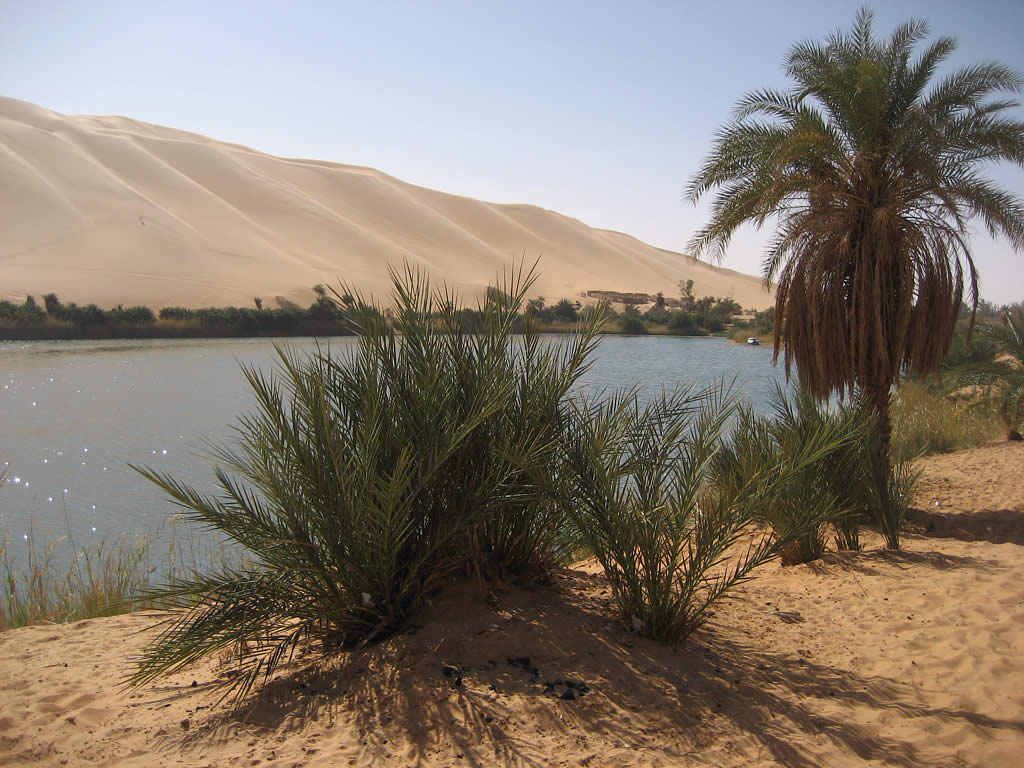
Gabrun

Die Mandara-Seen sind Seen im Munizip Wadi al-Haya der Fessan-Region im Südwesten Libyens.

## Geographie
Die Seen befinden sich in der Wüstenregion des Erg Ubari nördlich der asphaltierten Straße von Ubari über Djerma nach Al-Abyad, circa 50 km nordöstlich von Ubari und circa 100 km südwestlich von Sabha. Es handelt sich um eine Kette von sechs Seen: Von Südwest nach Nordost Mandara  – Um el Ma – Mahruqah – Baqat a – Maflu – Gabrun-See . Etwa 10 km weiter nördlich findet man eine weitere Kette von fünf kleineren Seen: Umm el-Rees  – Freduha – Truna – Umm Hassa – Tademka . Diese werden zusammen mit den Mandara-Seen als Ubari-Seen bezeichnet.
Der namengebende Mandara war mit 30 ha Größe der zweitgrößte der Mandara-Seen. Mitte der 1990er-Jahre begann er allerdings auszutrocknen und präsentiert sich jetzt als ein Schlammloch, das mit einer weißen Salzkruste überzogen ist. Um el Ma (oder Umm al Ma'a, „Mutter des Wassers“) ist ein intensiv mit Schilf und Palmen gesäumter langgestreckter Teich. Mahruqah und Baqat sind ausgetrocknete Teiche, nicht mehr als mit getrocknetem Schlamm gefüllte Senken mit umgebenden Palmen. Maflu, der in geologischen Publikationen auch Taxarunas genannt wird, ist ein langgestreckter Teich mit Schilf und Palmen. Es folgt der 9 ha große Gabrun (oder „Gaberoun“), der im Süden von einer 80 m hohen Sanddüne begrenzt wird.
Die fünf nördlichen Seen reihen sich wie eine Kette, nur der östlichste, der Tademka liegt in etwa dreifacher Distanz zum Um-Hassa. Der Truna ist der größte der fünf Teiche. Die beiden westlichsten Teiche, Umm el-Rees und Freduha, liegen gelegentlich trocken.
Vermutlich war im Winter 1852/53 der Afrikaforscher Eduard Vogel der erste Europäer, der die Mandara-Seen zu Gesicht bekam.